# Чемпионат России по самбо 2019
Чемпионат России по самбо 2019 года прошёл в Казани с 1 по 5 марта. В соревнованиях, которые прошли на четырёх коврах во дворце единоборств «Ак Барс», приняли более тысячи спортсменов. Соревнования были отборочными на чемпионат Европы 2019 года в Хихоне и чемпионат мира в Сеуле.

## Медалисты

### Мужчины
| Весовая категория | Золото                                           | Серебро                                           | Бронза                                                                                          |
| ----------------- | ------------------------------------------------ | ------------------------------------------------- | ----------------------------------------------------------------------------------------------- |
| до 52 кг          | Игорь Беглеров Приволжский федеральный округ     | Евгений Ерёмин Уральский федеральный округ        | Харун Тлишев Южный федеральный округ Иван Панюхин Уральский федеральный округ                   |
| до 57 кг          | Саян Хертек Москва                               | Владимир Гладких Уральский федеральный округ      | Анушервон Назарзода Москва Михаил Даниелян Южный федеральный округ                              |
| до 62 кг          | Александр Фёдоров Приволжский федеральный округ  | Тагир Тагиров Северо-Кавказский федеральный округ | Александр Матайс Сибирский федеральный округ Владимир Березовский Приволжский федеральный округ |
| до 68 кг          | Александр Бондарев Приволжский федеральный округ | Михаил Воробьёв Центральный федеральный округ     | Гела Амарян Москва Рамазан Элаев Центральный федеральный округ                                  |
| до 74 кг          | Уали Куржев Центральный федеральный округ        | Максим Юдин Центральный федеральный округ         | Бислан Надюков Южный федеральный округ Станислав Скрябин Уральский федеральный округ            |
| до 82 кг          | Арам Григорян Южный федеральный округ            | Сергей Кирюхин Санкт-Петербург                    | Самвел Казарян Дальневосточный федеральный округ Андрей Перепелюк Москва                        |
| до 90 кг          | Сергей Рябов Москва                              | Давид Оганисян Южный федеральный округ            | Антон Коновалов Центральный федеральный округ Андрей Гусаров Москва                             |
| до 100 кг         | Руслан Киселёв Москва                            | Дмитрий Елисеев Санкт-Петербург                   | Вячеслав Михайлин Москва Альсим Черноскулов Уральский федеральный округ                         |
| свыше 100 кг      | Артём Осипенко Центральный федеральный округ     | Андрей Волков Центральный федеральный округ       | Александр Тунаков Приволжский федеральный округ Гаджи Юсуфов Приволжский федеральный округ      |

### Женщины
| Весовая категория | Золото                                             | Серебро                                              | Бронза                                                                                           |
| ----------------- | -------------------------------------------------- | ---------------------------------------------------- | ------------------------------------------------------------------------------------------------ |
| до 48 кг          | Елена Бондарева Приволжский федеральный округ      | Мария Молчанова Приволжский федеральный округ        | Мария Козлова Приволжский федеральный округ Шогик Цатурян Московская область                     |
| до 52 кг          | Диана Рябова Москва                                | Вера Лоткова Приволжский федеральный округ           | Наталия Степанова Приволжский федеральный округ Зарина Бабиньян Южный федеральный округ          |
| до 56 кг          | Татьяна Казенюк Южный федеральный округ            | Анастасия Белых Приволжский федеральный округ        | Анастасия Валова Москва Елена Брылякова Южный федеральный округ                                  |
| до 60 кг          | Ольга Митина Москва                                | Яна Шевченко Москва                                  | Карина Черевань Центральный федеральный округ Надежда Ромашкова Центральный федеральный округ    |
| до 64 кг          | Екатерина Оноприенко Приволжский федеральный округ | Валерия Анисимова Сибирский федеральный округ        | Ри Айко Сибирский федеральный округ Анастасия Гончарова Южный федеральный округ                  |
| до 68 кг          | Марина Мохнаткина Санкт-Петербург                  | Виктория Чистякова Северо-Западный федеральный округ | Виолетта Саяпина Приволжский федеральный округ Екатерина Хегай Дальневосточный федеральный округ |
| до 72 кг          | Анастасия Хомячкова Центральный федеральный округ  | Галина Амбарцумян Москва                             | Диана Бикбова Приволжский федеральный округ Маргарита Лугова Санкт-Петербург                     |
| до 80 кг          | Дайна Амбарцумова Центральный федеральный округ    | Екатерина Сазонова Центральный федеральный округ     | Анна Андронова Санкт-Петербург Жанара Кусанова Приволжский федеральный округ                     |
| свыше 80 кг       | Мария Шекерова Приволжский федеральный округ       | Альбина Чоломбитько Центральный федеральный округ    | Наталья Казанцева Сибирский федеральный округ Надежда Лукашова Уральский федеральный округ       |

### Боевое самбо
| Весовая категория | Золото                                           | Серебро                                            | Бронза                                                                                           |
| ----------------- | ------------------------------------------------ | -------------------------------------------------- | ------------------------------------------------------------------------------------------------ |
| до 52 кг          | Родион Асканаков Сибирский федеральный округ     | Владимир Ламанов Приволжский федеральный округ     | Игорь Казанин Сибирский федеральный округ Ильнур Ахметвалеев Приволжский федеральный округ       |
| до 57 кг          | Александр Нестеров Приволжский федеральный округ | Мухтар Гамзаев Северо-Кавказский федеральный округ | Курбан Магомедов Центральный федеральный округ Рустам Конзошев Сибирский федеральный округ       |
| до 62 кг          | Фёдор Дурыманов Санкт-Петербург                  | Эжер Кеденов Сибирский федеральный округ           | Мурад Макашарипов Северо-Кавказский федеральный округ Боходир Бокиев Сибирский федеральный округ |
| до 68 кг          | Степан Кобенов Сибирский федеральный округ       | Альберт Шангараев Приволжский федеральный округ    | Руслан Гасанханов Санкт-Петербург Адам Талдиев Санкт-Петербург                                   |
| до 74 кг          | Байзет Хатхоху Южный федеральный округ           | Загид Гайдаров Северо-Кавказский федеральный округ | Артём Ненахов Санкт-Петербург Николай Гончаров Санкт-Петербург                                   |
| до 82 кг          | Асланбек Кодзаев Центральный федеральный округ   | Алексей Иванов Москва                              | Сахрат Магомедов Уральский федеральный округ Владимир Сергеев Центральный федеральный округ      |
| до 90 кг          | Магомед Магомедов Москва                         | Роман Егоров Москва                                | Саид Саидов Санкт-Петербург Максим Футин Приволжский федеральный округ                           |
| до 100 кг         | Вадим Немков Центральный федеральный округ       | Хадис Ибрагимов Санкт-Петербург                    | Михаил Мохнаткин Санкт-Петербург Виктор Немков Центральный федеральный округ                     |
| свыше 100 кг      | Денис Гольцов Санкт-Петербург                    | Кирилл Сидельников Центральный федеральный округ   | Тимофей Мишев Москва Демид Мишев Москва                                                          |